# Namek Saga
De Namek Saga is een van de saga's van de animeserie Dragonball Z. In de Namek Saga gaan Gohan (zoon van Goku), Krillin en Bulma naar de planeet Namek om de dragonballs te vinden en met behulp van deze hun vrienden terug tot leven te wekken. Het artikel is ingedeeld in verschillende fases van de saga.

## De reis
Bulma leert van Mr. Popo het ruimteschip waarmee de Namek die zich opsplitste in Kami en Picollo naar de Aarde kwam, besturen. Krillin, Gohan en Bulma besluiten te vertrekken zonder Goku die nog herstellende is van zijn gevecht met Vegeta (zie Saiyan Saga).
Onderweg komen ze een ander ruimteschip bemand door vluchtelingen tegen, dat hen eerst aanvalt. Maar nadat het drietal hun leven redt, zien de vluchtelingen in dat ze goede bedoelingen hebben. Hier krijgen Bulma, Krillin en Gohan voor het eerst te horen over Frieza en zijn wrede daden.
Na de vluchtelingen te verlaten crashlandt Bulma het schip op een kleine planeet, waar ze beetgenomen worden door een paar slechte aliens tot het denken dat ze Namek bereikt hebben zodat zij hun schip kunnen stelen. Uiteindelijk worden de aliens ontmaskerd en kunnen ze de planeet verlaten, en zetten ze koers naar Namek, het echte Namek deze keer.
De zwaargewonde Vegeta weet inmiddels met zijn capsule Frieza´s basis te bereiken waar hij door het personeel in een herstelcapsule wordt geholpen. Eenmaal hersteld verneemt hij dat Frieza naar Namek is vertrokken en hij vertrekt eveneens direct naar Namek.

## Frieza and Vegeta
Aangekomen op Namek, leren Gohan, Krillin en Bulma dat de verschrikkelijke Frieza ook op Namek is aangekomen. Hoewel de getrainde Nameks zijn zwakkere troepen decimeren, kunnen deze niet tegen diens sterkere handlangers Koei, Dodoria en Zarbon op.
Tevens zien ze Vegeta aankomen. Gohan wordt zo kwaad omdat Frieza en zijn handlangers de Nameks onderdrukken en vermoorden, zelfs de jongsten, dat hij Dende, een jonge Namek redt van zekere dood. Ze worden echter achtervolgt door Dodoria, een van Frieza's sterkste handlangers.
Ondertussen had Frieza de aankomst van Vegeta opgemerkt en zenden ze Koei uit om hem te elimineren. Vegeta is echter sterker geworden door zijn gevechten op de Aarde (Saiyans die zwaargewond raken worden sterker als ze genezen) en verslaat hem met gemak. 
Hierna voelt hij Dodoria's powerlevel en besluit zich van hem te ontdoen, zo redt hij Gohan, Krillin en Dende, zonder het te weten.
Krillin gaat op aanraden van Dende naar Guru, de oudste Namek, die Krillins sluimerende krachten ontwaakt en hem een Dragonball geeft. Ondertussen moordt Vegeta een Namekdorp uit, steelt de Dragonball en verstopt hem. Hierna ontdekt Vegeta Krillin en gaat hem achterna, maar ondertussen wordt Vegeta zelf achternagezeten door Zarbon, die na de dood van Koei en Dodoria opdracht heeft hem te vangen. Zarbon slaat Vegeta halfdood en laat hem in een capsule herstellen omdat hij moet vertellen waar de Dragonball is die hij heeft gestolen. Vegeta wordt echter door van zijn zwaargewonde toestand te herstellen nog sterker waardoor hij kan ontsnappen en Zarbon makkelijk kan verslaan. Vervolgens steelt hij alle Dragonballs uit Frieza uit zijn schip, maar komt echter één Dragonball tekort, de bal die Gohan heeft gevonden. Vegeta kan echter niet achter hem aangaan want dan zouden zijn Dragonballs gevonden kunnen worden.

## De Ginyu Force
Frieza, gefrustreerd het gefaal van zijn onderdanen en het verlies van de Dragonballs, laat zijn elite strijders komen, de Ginyu Force. Deze gaat meteen achter Vegeta aan, die noodgedwongen samen werkt met het drietal van de Aarde. Ze zijn echter te laat om het plan van Vegeta (de draak vragen om Vegeta onsterfelijk te maken zodat hij Frieza kan verslaan) uit te voeren, want de Ginyu Force verschijnt ter plekke. De supersnelle Burter en Guldo, die de tijd kort kan stilzetten, nemen hen de Dragonballs af. Kapitein Ginyu brengt de ballen vervolgens naar Frieza terwijl de resterende Force met Vegeta, Krillin, Bulma en Gohan afrekent.
Door een spelletje steen, papier, schaar wordt besloten dat Guldo als eerste aan de beurt is. Guldo is verreweg de zwakste Ginyustrijder maar compenseert dit met zijn speciale krachten. Hij neemt het tegen Krillin en Gohan op. Aanvankelijk kan hij hen ondanks zijn speciale krachten niet verslaan waarop de overige leden dreigen hem uit de Force en het bowlingteam te zetten. Hierop vangt hij de twee in een energieweb en doodt hen bijna, wanneer Vegeta (die nog een oude vete met hem heeft) hem in de rug aanvalt en doodt. De gespierde Recoome is de volgende. Hij is niet snel maar wel enorm sterk en bestand tegen alle aanvallen, terwijl zijn eigen aanvallen ongelooflijk krachtig zijn. Vegeta weet hem slechts licht te verwonden met een energiestraal die hem volledig uitput, en Recoome verslaat  zowel hem , als Krillin en Gohan met gemak.

## De aankomst van Goku
Op dat moment komt Goku aan op Namek in een speciaal ruimteschip waar hij in een verhoogde zwaartekracht heeft getraind. Hij snelt de vrienden te hulp en geeft hen ieder (zelfs Vegeta) een Senzuboon. Hij verslaat Recoome met één mep. Jeice en Burter vallen hierop Goku aan, maar deze kan iedere aanval ontwijken en slaat Burter bewusteloos. Tot Goku´s woede maakt Vegeta vervolgens Burter en Recoome af: volgens hem zijn ze te gevaarlijk om in leven te laten maar Goku zegt woedend dat iedereen een tweede kans verdient en dat Vegeta zelf op Aarde genade had gekregen, maar dit niet kan geven. Jeice vlucht om de hulp in te gaan roepen van zijn leider, kapitein Ginyu.

## Afleveringen
| afleveringen              |
| ------------------------- |
| 36. Picking Up the Pieces |
| 37. Plans for Departure   |
| 38. Nursing Wounds        |
| 39. Friends or Foes?      |